# Diecezja Copiapó
Diecezja Copiapó – rzymskokatolicka diecezja Chile, zajmująca cały obszar regionu III. Została erygowana 31 października 1957 roku w miejsce istniejącej od 1955 roku prałatury terytorialnej, a wcześniej od 1946 roku administratury apostolskiej.
Siedziba biskupia znajduje się w Copiapó.

## Ordynariusze

### Administratorzy apostolscy Copiapó
- Fernando Rodríguez Morandé, 1948 – 1954

### Prałaci Copiapó
- Francisco de Borja Valenzuela Ríos, 1955 – 1957

### Biskupi Copiapó
- Juan Francisco Fresno Larrain, 1958 – 1967
- Carlos Marcio Camus Larenas, 1968 – 1976
- Fernando Ariztía Ruiz, 1976 – 2001
- Gaspar Quintana Jorquera C.M.F. 2001 - 2014
- Celestino Aós Braco OFM Cap. 2014 - 2019
- Ricardo Morales Galindo od 2020

## Parafie
- Parafia pw. Matki Bożej z Góry Karmel – Alto del Carmen
- Parafia katedralna pw. Matki Bożej Różańcowej – Copiapó
- Parafia pw. Jezusa z Nazaretu – Copiapó
- Parafia pw. Matki Bożej z La Candelaria – Copiapó
- Parafia pw. Najświętszego Serca Jezusowego – Copiapó
- Parafia pw. świętego Józefa Robotnika – Copiapó
- Parafia pw. świętego Franciszka – Copiapó
- Parafia pw. Trójcy Przenajświętszej – Copiapó
- Parafia pw. świętego Wincentego a Paulo – Caldera
- Parafia pw. Matki Bożej z Góry karmel – Chañaral
- Parafia pw. Ducha Świętego – Diego de Almagro
- Parafia pw. Matki Bożej z Góry Karmel – Porterillos
- Parafia pw. Najświętszego Zbawiciela – El Salvador
- Parafia pw. świętej Róży z Limy – Freirina
- Parafia pw. świętego Piotra Apostoła – Huasco
- Parafia pw. Matki Bożej Loretańskiej – Tierra Amarilla
- Parafia pw. Niepokalanego Serca Maryi – Vallenar
- Parafia pw. świętego Ambrożego – Vallenar
- Parafia pw. świętego Józefa Robotnika – Vallenar
- Parafia pw. świętego Krzyża – Vallenar